# معایب و همه
«معایب و همه» (به انگلیسی: Flaws and All) ترانه‌ای از هنرمند اهل ایالات متحده آمریکا بیانسه است. این ترانه در آلبوم زادروز (آلبوم بیانسه) قرار داشت.